# Supercopa grega de bàsquet
La Supercopa grega de bàsquet és una competició de bàsquet que es disputa a Grècia.
Va ser organitzada per primera vegada per la Federació Hel·lènica de Bàsquet (EOK) el 1986, entre l'Aris, campió de la Lliga grega de bàsquet la temporada 1985-86, i Panathinaikos, guanyador de la Copa grega de bàsquet de la temporada 1985-86. L'Aris va guanyar el partit local 117–85 i el partit visitant 104-88, aconseguint així la supercopa fàcilment. Com que l'Aris va guanyar el campionat i la copa grega durant les següents quatre temporades consecutives (1986-87, 1987-88, 1988-89, 1989-90) i l'EOK va decidir no celebrar la competició de supercopa de nou.
El 2020, l'Associació Hel·lènica de Clubs de Bàsquet (HEBA) va decidir celebrar la seva pròpia competició de supercopa de bàsquet, amb els millors equips de la Lliga grega i el campió de copa, amb un format de Final Four.

## Finals
| Any       | Guanyador         | Finalista     | Marcador        |
| --------- | ----------------- | ------------- | --------------- |
| 1986      | Aris              | Panathinaikos | 117–85 / 104-88 |
| 1987-2019 | No disputada      | No disputada  | No disputada    |
| 2020      | Promitheas Patras | Peristeri     | 82–74           |
| 2022      | Olympiakos Pireu  | Panathinaikos | 67–52           |
| 2023      | Olympiakos Pireu  | Panathinaikos | 75–51           |
| 2024      | Olympiakos Pireu  | Panathinaikos | 86–85           |